# Vladímir Gelfand
Vladímir Natánovich Gelfand (Ruso: Влади́мир Ната́нович Ге́льфанд), nacido el 1 de marzo de 1923 en el pueblo de Novoarhangelsk, Óblast de Kirovogrado, Ucrania; murió el 25 de noviembre de 1983; participando en la Gran Guerra Patria. 
Es conocido como el autor de los diarios publicados de 1941-1946. El libro con las notas del diario del oficial del Ejército Rojo "Deutschland-Tagebuch 1945—1946" "Wladímir Gelfand" fue primero, publicado en Alemania en alemán: Deutsche Welle.

## Biografía
Desde mayo de 1942 hasta noviembre de 1946, sirvió como soldado en el Ejército Rojo. Fue miembro del Partido Comunista de la Unión Soviética a partir del año 1943. En 1952 se graduó de la Universidad de Gorki Molotov. Desde 1952 hasta 1983 trabajó como profesor de historia y socioliogía en la Escuela taller y casa de oficios.

## Otro
- Los objetos distintos de la colección personal de Vladímir Gelfanda: las cartas, los documentos, el original la Revista de las operaciones militares 301 divisiones de fusileros, los trofeos y otro (son aproximados 150 objetos expuestos), se encuentran en la posesión del museo "Berlín-Karlshorst" Alemán-Museo Ruso (Deutsch-Russisches Museum Berlin-Karlshorst).
- Argumenty i Fakty «Europa»  El planteamiento teatral, 2007 «el guía de conversación Ruso-alemán de soldado. La historia de un diálogo», con el uso de las firmezas del: Vladimir Gelfand: Deutschland-Tagebuch 1945—1946. Aufzeichnungen eines Rotarmisten ©Aufbau Verlagsgruppe GmbH.
- Gran cantidad de extractos del diario de Vladimir Gelfand y las fotos de Gelfand de la territorio ocupada en Alemania están usadas en los libros:[1][2]

## Las publicaciones
- 2002 — La editorial de libros bbb battert Baden-Baden, Alemania, Tagebuch 1941—1946 (ISBN 3-87989-360-8)
- 2005 — La editorial de libros Aufbau Berlín, Alemania, Deutschland Tagebuch 1945—1946 (ISBN 3-351-02596-3)
- 2006 — La editorial de libros Ersatz Estocolmo, Suecia, Tysk dagbok 1945—46 (ISBN 91-88858-21-9)
- 2008 — La editorial de libros Aufbau-Taschenbuch-Verlag Berlín, Alemania, Deutschland Tagebuch 1945—1946 (ISBN 3-7466-8155-3)
- 2012 — La editorial de libros Ersatz-E-bok Estocolmo, Suecia, Tysk dagbok 1945—46 (ISBN 9789186437831)
- 2015 — La editorial de libros РОССПЭН Moscú, Rusia, Владимир Гельфанд. Дневник 1941—1946 (ISBN 978-5-8243-1983-5)
- 2016 — La editorial de libros РОССПЭН Moscú, Rusia, Владимир Гельфанд. Дневник 1941—1946 (ISBN 978-5-8243-2023-7)